# Bennett Springs
Bennett Springs é uma região censitária no condado de Lincoln, estado do Nevada, nos Estados Unidos. Segundo o censo efetuado em 2010, a referida região censitária tinha uma população de 132 habitantes.

## Geografia
Bennett Springs fica localizada nas vertentes ocidentais do vale de Meadow, a oeste da U.S. Route 93, a 11 quilómetros a sul de  Panaca e 13 quilómetros a norte de Caliente.
De acordo com o U.S. Census Bureau, a região censitária de Bennett Springs tem uma área de 30,7 km2, todos de terra.